# Obrączka kolorowa

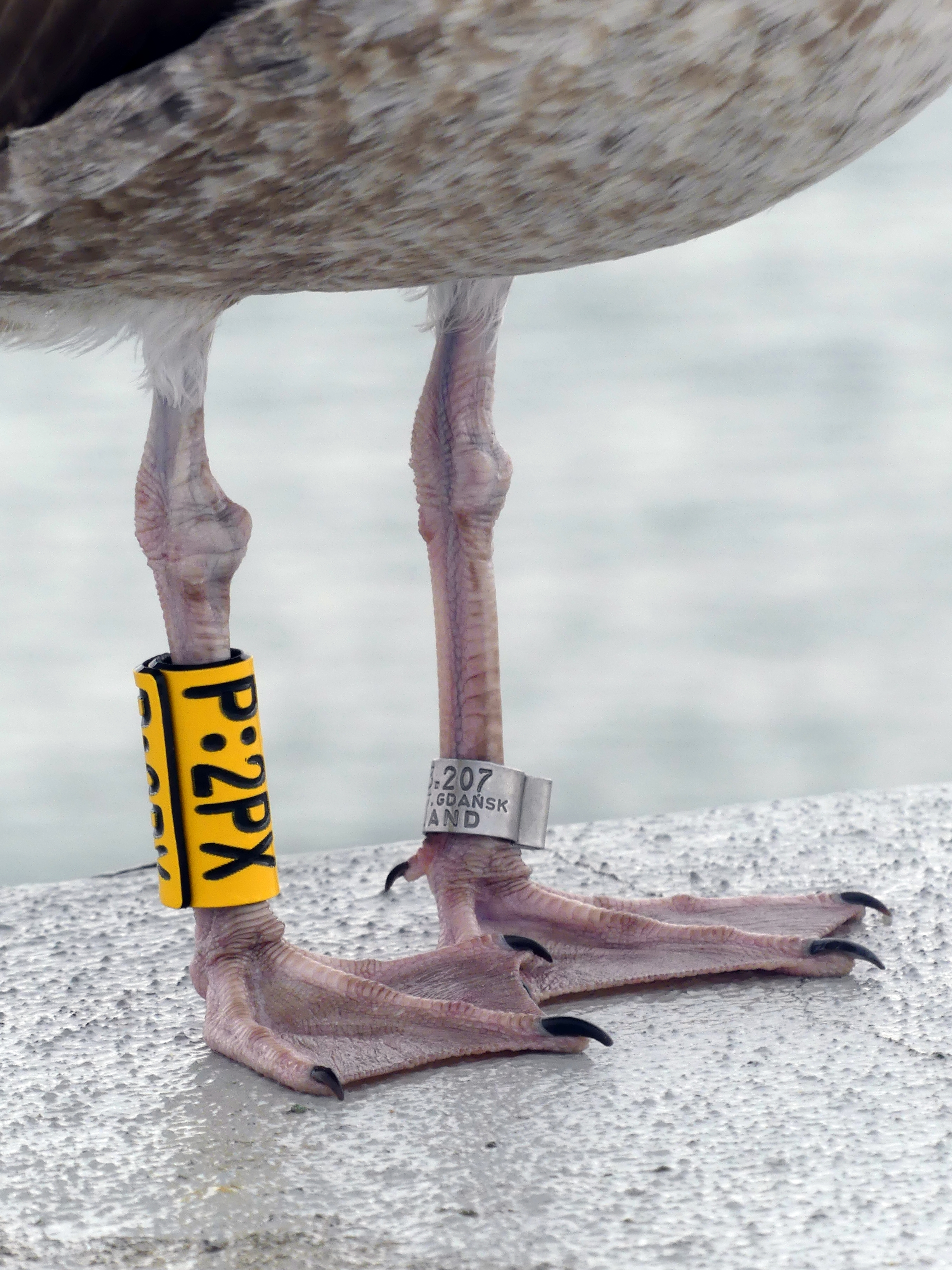
Mewa srebrzysta z obrączką kolorową na prawej nodze i klasyczną metalową obrączką na lewej nodze

Obrączka kolorowa – plastikowy pierścień zakładany na nogę ptaka (w trakcie tzw. obrączkowania), który zawiera kombinację cyfrową, literową lub cyfrowo-literową w celu łatwiejszej identyfikacji ptaka bez konieczności odłowu. Równolegle na drugą nogę ptaka zakłada się klasyczną metalową obrączkę ornitologiczną, która zawiera pełną informację.
Kolorowe obrączki plastikowe mogą być bez wytłoczonego napisu, wtedy zakłada się kombinację kolorów na nodze lub nogach ptaka.